# Miguel Weber
Miguel Verona Weber (Curitibanos, 29 giugno 1983) è un ex giocatore di calcio a 5 brasiliano.

## Carriera
Weber approda nel 2005 al Cesena dove comincia a farsi notare come giovane portiere promettente. Con i romagnoli vince il campionato e coppa di serie A2 e venendo confermato anche per il 2006-07, compie l'esordio nella massima serie.
L'anno successivo passa alla Luparense dove sotto la guida del tecnico spagnolo Jesús Velasco gioca molte gare come titolare al posto dell'infortunato Alexandre Feller. Nella stagione 2008-2009 diventa titolare e porta la Luparense alla conquista del terzo scudetto consecutivo, con la migliore difesa di sempre in Italia con sole 45 reti subite in 26 partite. Nella stagione 2012-13 si accorda con il Cagliari militante in Serie A2. Nella stagione 2016/17 con il Pesaro/Fano vince Coppa e Campionato di Serie A2 girone A portando così la squadra marchigiana in Serie A. Dal 2017 gioca nel C.M.B. con il quale, a maggio 2018, vince i play-off di Serie B conquistando così la Serie A2. Nell'aprile del 2019 vince con la squadra lucana il girone C della Serie A2, ottenendo la promozione nella massima serie.

## Palmarès
- Campionato italiano: 3
Luparense: 2007-08, 2008-09, 2011-12
- Coppa Italia: 1
Luparense: 2007-08
- Supercoppa italiana: 3
Luparense: 2007, 2008, 2009

- Campionato di Serie A2: 3
Cesena: 2005-06 (girone A)
PesaroFano: 2016-17 (girone A)
CMB: 2018-19 (girone C)
- Coppa Italia di Serie A2: 2
Cesena: 2005-06
PesaroFano: 2016-17